# (11193) Mérida
(11193) Mérida ist ein Asteroid des Hauptgürtels, der am 11. Dezember 1998 vom venezolanischen Astronomen Orlando A. Naranjo am Observatorio Astronómico Nacional de Llano del Hato (IAU-Code 303) bei Mérida entdeckt wurde.
Der Asteroid wurde nach Mérida benannt, der Hauptstadt des venezolanischen Bundesstaates Mérida.